# Esther Kreitman
Esther Kreitman (Hinde Ester Singer Kreytman, narozena jako Hinde Esther Singer 31. března 1891 Biłgoraj – 13. června 1954 Londýn) byla autorka románů a povídek v jazyce jidiš. Narodila se v rabínské židovské rodině Pinkhese Mendla Singera a jeho ženy Batshevy Zylberman Singer ve městě Biłgoraj, které tehdy leželo na území Kongresového Polska. Její mladší bratři Israel Jošua Singer a Isaac Bashevis Singer byli také spisovateli.

## Život
Měla nešťastné dětství. Podle vzpomínek jejího syna ji její matka dala na výchovu k bezcitné kojné, kde strávila první tři roky svého života. Matka, sama vzdělaná dcera rabína, ji navštěvovala jednou týdně a přitom se jí ani nedotkla. Později, přestože byla velmi nadané dítě, musela jen přihlížet, jak se její mladší bratři učí, zatímco ona sama vykonávala podřadné domácí práce. Navzdory tomu se naučila několik jazyků a zajímala se o literaturu. Již v mládí psala povídky, které nebyly zveřejněny a před svatbou je zničila. Její první román obsahuje řadu scén zobrazujících touhu hlavní ženské postavy po vzdělání: scén, v nichž s velkým očekáváním čeká na příjezd knihkupce do města, kdy sní o tom, že se stane učencem a tajně skrývá ruskojazyčné knihy mužských členů rodiny, aby nepřišli na to, že sama v tajnosti studuje. Je pravděpodobné, že tyto scény jsou autobiografické.
V roce 1912 přistoupila na dohodnutý sňatek s brusičem diamantů Avrahamem Kreitmanem z belgických Antverp aby unikla z rodinného prostředí. Příběh tohoto manželství je popsán v jejím románu Debora (Deborah) a Isaac Bashevis Singer jej zobrazil ve své autobiografické sbírce Světnice, kde otec soudil (In my Father's Court).
V Antverpách se narodil její syn Morris Kreitman, který se stal později novinářem (pod pseudonymem Maurice Carr) a spisovatelem (pod pseudonymem Martin Lea). Po vypuknutí první světové války rodina uprchla do Londýna, kde Esther Kreitman žila po zbytek svého života, s výjimkou dvou dlouhých návštěv Polska. Její manželství nebylo šťastné. Ona a její manžel pracovali v podřadných zaměstnáních a žili v chudobě. Manželství se rozpadlo v roce 1926. Živila se překlady děl klasické anglické literatury do jidiš (přeložila například díla Charlese Dickense a G. B. Shawa).
Její otec zemřel již před druhou světovou válkou (v roce 1929). Po válce se pokoušela kontaktovat matku a třetího bratra, Moše (1906–asi 1944), který se stal vesnickým rabínem v Polsku a uprchl s celou rodinou do Sovětského svazu. Obdržela dvě pohlednice z města Džambul (dnes Taraz) v jižním Kazachstánu, žádné další zprávy o rodině se jí ale nepodařilo získat. Nucená evakuace židovských uprchlíků do střední Asie za extrémně tvrdých podmínek byl v Sovětském svazu během druhé světové války relativně běžný způsob likvidace nepohodlných osob. Matka i bratr byli prohlášeni za mrtvé v roce 1946. Její druhý bratr Israel Jošua Singer zemřel v New Yorku v roce 1944. Isaac Bashevis Singer ji navštívil v Londýně v roce 1947. Odmítl jí ale pomoci s emigrací do USA.
Trpěla buď epilepsií nebo jinou nemocí s podobnými příznaky. Později jí byla diagnostikována paranoia. Zemřela v roce 1954 v Londýně. Od její smrti byla její díla přeložena do francouzštiny, němčiny, nizozemštiny a španělštiny. Téměř celé její dílo je k dispozici v anglickém překladu.

## Vztah s bratry
Její vztahy s bratry byly vždycky složité. Její syn vyprávěl o tom, že se jimi cítila odmítnuta během návštěvy Polska v roce 1936, a nechtěla o nich již nikdy mluvit. Tento pocit odmítnutí se ještě zhoršil, když jí Isaac Bashevis Singer odmítl pomoci emigrovat do Spojených států po roce 1947. Rovněž neodpověděl na její dopisy a žádosti o finanční podporu, když byl již slavným spisovatelem a ona žila ve velké nouzi.
Není známo, že by ji její dva bratři nějak povzbuzovali či pomáhali v tvorbě. Ačkoliv oba pracovali v předním jidiš deníku The Jewish Daily Forward, její knihy tam nebyly nikdy zmíněny. Hluboký vliv její osobnosti se ale odráží v díle obou bratří. V knize Israele Joshuy Singera Prosťáček Joše (Yoshe Kalb) je postava nešťastné a labilní svůdkyně inspirována životem jeho sestry.
Isaak Bashevis Singer v díle Satan v Goraji zobrazuje nevinnou dívku, která je zdrcena okolnostmi a která nese rysy a specifika Esther Kreitman. Isaak Bashevis Singer sám říkal, že jeho sestra mu byla vzorem pro postavu Yentl ze stejnojmenné povídky, ženy z tradičního prostředí, která chce studovat židovské texty. Sám považoval sestru za "nejlepší jidiš spisovatelku". Bylo ale těžké s ní navázat vztah. "Kdo může žít se sopkou?" . Sám věnoval sbírku povídek The Seance and Other Stories (New York, 1968) "Památce mé milované sestry Hinde".

## Literární dílo
Ačkoli byla první ze sourozenců Singerových, kdo začal psát, publikovat začala relativně pozdě. Její první román Der Sheydim-Tants (Tanec démonů) byl vydán v Polsku v roce 1936. Její syn přeložil román v roce 1946 do angličtiny, kde vyšel pod názvem Deborah. Její druhý román, Brilyantn (Démanty) vyšel v roce 1944 a její kniha povídek, Yikhes byla zveřejněna v roce 1949. Povídky publikovala v letech 1946–1955 v literárním časopise Loshn un Lebn, který vycházel v Londýně.
Mnoho z jejích prací se zabývá postavením žen, zejména intelektuálních žen, v prostředí aškenázských Židů. V jiných pracích zkoumá vztahy mezi třídami a několik jejích povídek se odehrává během německého bombardování Londýna v letech 1940–1941, které sama zažila.

## Dílo

### V jidiš a v angličtině
- Der Sheydim-Tants (Warsaw: Brzoza, 1936); překlad do angličtiny: Maurice Carr pod názvem Deborah (London: W. and G. Foyle, 1946; další vydání London: Virago, 1983, New York: St. Martins Press, 1983, London: David Paul, 13 August 2004, ISBN 978-0-9540542-7-4, a New York: Feminist Press, 1 May 2009 ISBN 978-1-55861-595-3). Recenze The New Yorker (14. January 1985) : 117–118.
- Brilyantn (London: W. and G. Foyle, 1944); překlad do angličtiny: Heather Valencia pod názvem Diamonds (London: David Paul, 15 October 2009, ISBN 978-0-9548482-0-0).
- Yikhes (London: Narod Press, 1949); překlad do angličtiny: Dorothee van Tendeloo pod názvem Blitz and Other Stories (London: David Paul, 1 March 2004 ISBN 978-0-9540542-5-0).
- jednotlivé povídky otištěné v literárním magazínu Loshn un Lebn. Londýn, 1946–1955

### Česky vyšlo
- SINGER KREITMAN, Esther. Debora. Překlad Lenka Sobotová. Praha: Argo, 2015. 344 s. ISBN 978-80-257-1462-1.